# Кефалас, Николас
Нико́лас Кефала́с (греч. Νικόλας Κεφαλάς; 1763, Закинф — 1847, Константинополь) — греческий моряк и авантюрист, капер и пират, писатель и картограф XIX века.

## Биография
Николас Кефалас родился и вырос на острове Закинфе, бывшем тогда под венецианским контролем. В исторических источниках имеется разнобой о конкретной дате рождения с 1763 по 1770 год. Кефалас принадлежал к старинному и знатному византийскому роду, ветвь которого, осевшего на Ионических островах, была включена в венецианскую дворянскую «Золотую книгу» в период 1593—1604.
Николас Кефалас учился у Антониоса Мартелоса и католического священника Николо Рено. Но уже с малого возраста обратил свои взоры к морю и торговле, став первоначально моряком, а затем капитаном на собственном судне, и совершив значительное число путешествий по Средиземному морю.
В период 1809—1810 оказался на острове Паксос, который в тот период был под французским контролем. Здесь он предпринял попытку изгнания с острова французского гарнизона. Представив себя посланником английского командующего Освальда (John Oswald (British Army officer) и в сотрудничестве с местной знатью, ему удалось изгнать французский гарнизон и поднять британский флаг. Но осознавая, что вскоре французы пошлют военные силы, чтобы вновь занять Паксос, он уехал на Закинф. Между тем, используя обещания, что он будет патрулировать на корабле вокруг Паксос, для защиты острова, ему удалось присвоить казну общины островитян. В тот же период он получил диплом капера от британских властей на Закинфе и стал совершать налёты на французские суда в Ионическом море.
Немногим позже его отношения с англичанами ухудшились и он начал склоняться на французскую сторону. В 1812 году он был обвинён в морской афере. Согласно утверждениям закинфских коммерсантов, он присвоил себе товары, которые были поручены ему для перевозки на его корабле в Константинополь. Хотя Кефалас отверг обвинения, суд в 1815 году счёл его виновным, конфисковал его имущество на острове и запретил ему пожизненно возвращение на Ионические острова и в Ионическое море. Будучи изгнанным со своей родины, он продолжил свои морские путешествия.
Одним из последующих этапов его жизни стала Россия, где он построил новый корабль, дав ему имя «Терпение» (греч. Υπομονή). На этом корабле в последующие годы он совершил рейсы на Чёрном море, в Средиземном море и Атлантике, достигнув Америки. Здесь ему удалось присвоить деньги своих греческих земляков, которым он обещал доходы от различных предприятий. В этот период он вошёл в контакт с известными личностями своей эпохи, такими как Адамантиос Кораисом, и земляками Андреасом Калвосом и Фосколо, Уго.
В июле 1813 года он был принят в Дрездене Наполеоном, который дал ему рекомендательное письмо для французского посла в Константинополе. В 1817 году он совершил поездку в Вену, где напечатал свои морские сочинения «Морское руководство» (Οδηγία Θαλάσσιος) и «Морское законодательство». Последовал «Топографический план Фракийского Босфора» (Σχέδιον τοπογραφικόν του Θρακικού Βοσπόρου), который был издан в следующем 1818 году в Лондоне. В 1818 году он издал также морскую карту греческих морей, под заголовком «Полная карта Архипелага» (Χάρτα εκτεταμένη του Αρχιπελάγους), а также «Морскую карту Средиземного моря».
В период 1819—1821 гг. он совершил путешествия в Индию и Персию. После встречи с персидским шахом Фетх Али-шахом, получил от него поручение отправиться в Россию и убедить российского императора предпринять военные действия против турок. Во время плавания по Красному морю Кефалас получил под своё командование маленькую флотилию, на кораблях которой он поднял греческий (своего образца) флаг, преследовал турецкие корабли. С началом Греческой революции в 1821 году Кефалас совершил поездки в Россию и Португалию, с целью обеспечить поддержку восставшей Греции. Кефалас вернулся в восставшую Грецию в августе 1822 года, во временную столицу — город Нафплион. В 1823 году он вновь совершил поездку в Индию, с целью убедить местных персидских торговцев оказать финансовую поддержку борьбе греков. Собранную сумму он лично разместил в банке в Лондоне в 1824 году, с тем чтобы к ней имело доступ греческое правительство.

## Дело Галаноса
В Индии, в Варанаси, Кефалас познакомился с греческим философом и индологом Димитриосом Галаносом. Кефалас вошел в расположение Галаноса, который доверил ему свои рукописи для передачи властям восставшего и свободного к тому времени Пелопоннеса. Среди них был текст индийского философа Санакеа на санскрите и греческий перевод, выполненный Галаносом. Кефалас передал санскритский текст в Библиотеку Ватикана и сделал в 1825 году свой перевод на итальянский, сочетая его с переводом Галаноса, но за собственной подписью. В своем вступлении Кефалас преподносит себя как храброго путешественника, который в далёких странствиях встретился с брахманами и от которых получил бесценные тексты на санскрите. Следует отметить, что в процессе фальсификации Кефалас не забыл упомянуть о помощи, которую ему оказал Галанос: «Я вёл беседы в этом городе с самыми видными и мудрыми. Среди них я встретил известного Брахмана Гадзунга, который предоставил мне книгу Sommaria di sentenze morali del filosofo indiano Sanakea. Санакиа наиболее уважаем среди индусов, и некоторые считают, что он жил в эпоху династии Рама-Притара, в 2461 г. до н. э. Книга написана на священном санскритском диалекте… Но к моему счастью я встретил афинского философа Димитриоса Галаноса, который жил в Индии на протяжении последних 35 лет. Он был хорошо знаком с науками и индийской литературой. Кроме греческого, латинского и других европейских и восточных языков, он знал хорошо санскритский диалект и таинства индусов. Его почитали Брахманы и путешественники не только за его мудрость, но и за моральный облик. Я попросил его помочь с переводом на наш родной язык, и, как хороший земляк, он согласился, поскольку Санакиа не был ещё известен ни на одном европейском языке».
Кефалас издал ещё одну книгу под длинным заголовком «Описание древнего города Бенарес, индийского политеизма, традиций этих народов, написанное капитаном Николасом Кефаласом, греком с острова Закинф, в течение его путешествия в 1824 г., им же изданного и им же создавшего географическую карту Индии». В этой книге Кефалас пишет о Галаносе : «В исследованиях индийской религии, проведенных мною в Бенаресе, мне помог философ Д. Галанос… способный и достойный уважения человек, который по стопам Пифагора и Платона был посвящён в индийские таинства, и настанет день, когда он обогатит Европу своими открытиями». Фальсификация Кефаласа была обнаружена несколько лет спустя, через санскритскую рукопись Галаноса. На рукописи за N-1855, находящейся в Национальной библиотеке Греции, есть приписка Галаноса, который пишет : «Д.Галанос, Афинянин, через достопочтенного капитана Николаса Кефаласа, посылает этот прототип санскритского текста и его перевод, для передачи греческим властям Пелопоннеса. Индия Декабрь 1823 г.».

## В последующие годы
Во время своего пребывания в Риме Кефалас добивался встречи с папой Львом XII, утверждая что он является посланником греческого правительства и своим письмом просил у его святейшества посредничества к монархам европейских стран, для поддержки греческих позиций в вопросе политической независимости. От лица всех греков, Кефалас давал папе обещания о желании объединения двух Церквей. Это письмо (было опубликовано в итальянских и швейцарских газетах) вызвало резкую реакцию временного революционного греческого правительства, которое поспешило своим объявлением опровергнуть утверждения Кефаласа.
После неудачного исхода этого плана Кефалас был вынужден оставить Рим и совершил поездки в несколько городов, среди которых были Константинополь и Белград. Во время пребывания в Константинополе он издал книгу «Гомер о отечестве».
Некоторые источники утверждают, что он вновь вернулся в Индию, где приобрёл корабль и пиратствовал в Красном море в 1826 году, когда османский Египет, по поручению турецкого султана, пытался подавить восстание в Греции. Согласно этим источникам, действия Кефаласа отвлекли войска на охрану побережья и вынудили сформировать флотилию для его перехвата. Утверждается, что потопив несколько преследовавших его кораблей, Кефалас перешёл в Персидский залив, где он также создал проблемы в судоходстве, даже вынудил вмешаться англичан.
В 1837 году он совершил поездку в Лондон, где обратился к британским властям с просьбой снять запрет на его возвращение на Ионические острова.
Но как его письма к королю Георгу IV и Каннингу и, позже, к королеве Виктории, так и встреча с Палмерстоном не имели желаемых результатов и его просьба была отклонена.
Последовало издание Кефласом в Париже книжки «Советы читателям грека с Закинфа, капитана Николаса Кефаласа, посвящённых английской нации» (Συμβουλές του Έλληνα Ζακυνθινού Καπετάν Νικολό Κεφαλά προς τους αναγνώστες του , αφιερωμένες στο αγγλικό έθνος).
В 1840 году Кефалас издал в Константинополе исследование о практическом методе расчёта времени суток.
В последующие годы Кефалас совершил путешествия в Адрианополь, на Крит, в Палестину (где он встретился с Патриархом Иерусалима), на Кипр и в Константинополь. В Константинополе он был судим за изданную им автобиографию. В 1846 году он напечатал ещё одну книгу в Смирне.
Информация о последних годах его жизни противоречива. Предполагается что он умер в 1847 году, в Константинополе. По другим источникам, в 1850 году, в Фессалониках. Несмотря на жизнь авантюриста, Кефалас охарактеризован в греческой литературе настоящим греком, космополитом XIX века и продуктивным писателем.

## Труды
- Морское законодательство (Θαλάσσιος Νομοθεσία, Βιέννη, 1817)
- Морское руководство (Οδηγία Θαλάσσιος, Βιέννη, 1817)
- Топографический план Фракийского Босфора (Σχέδιον τοπογραφικόν του Θρακικού Βοσπόρου, Λονδίνο, 1818)
- Полная карта Архипелага (Χάρτα εκτεταμένη του Αρχιπελάγους, Παρίσι, 1818)
- Морская карта Средиземного моря (Χάρτα ναυτική της Μεσογείου, Παρίσι, 1818)
- Приключения закинфского капитана Николо Кефаласа (Οι περιπέτειες του Ζακυνθινού καπετάν Νικολό Κεφαλά, Κωνσταντινούπολη, 1815)
- Описание города Бенар в Индии (Περιγραφή της πόλεως Μπενάρ στις Ινδίες Λιβόρνο, 1826)
- Синопсис этических заключений индийского философа Санакеа (Σύνοψις Γνωμών Ηθικών του Ινδού Φιλοσόφου Σανακέα Ρώμη, 1825)
- Советы читателям, грека с Закинфа, капитана Николаса Кефаласа, посвящённых английской нации (Συμβουλές του Έλληνα Ζακυνθινού Καπετάν Νικολό Κεφαλά προς τους αναγνώστες του, αφιερωμένες στο αγγλικό έθνος, Παρίσι, 1837).